# Norte & Sur (serie de televisión BBC)
Norte & Sur es una serie de televisión británica, producida por la BBC y emitida originalmente en cuatro episodios en la BBC One en noviembre y diciembre de 2004. Cuenta la historia de Margaret Hale (interpretada por Daniela Denby-Ashe), una joven del Sur de Inglaterra que tiene que mudarse al Norte de Inglaterra después de que su padre decide dejar el clero. La familia lucha por acostumbrarse a las costumbres de la industrializada ciudad, especialmente después de conocer a los Thornton, una orgullosa familia dueña de una fábrica de algodón, quienes parecen despreciar a sus inferiores. La historia explora los problemas de clase y género, así como la simpatía de Margaret por los trabajadores de la fábrica, lo que la hace chocar con su creciente atracción hacia John Thornton (Richard Armitage).
La serie está basada en la novela victoriana Norte y Sur de Elizabeth Gaskell. Fue adaptada a la televisión por Sandy Welch y dirigida por Brian Percival.
- Datos: Q1973919